# Sanctuaire (Angel)
Sanctuaire est le 19e épisode de la saison 1 de la série télévisée Angel.

## Synopsis
Angel accueille Faith dans son appartement et espère l'aider à trouver le chemin de la rédemption. Wesley et Cordelia lui font cependant bien comprendre qu'ils n'ont aucune confiance en la Tueuse. Wesley rencontre les trois membres du Conseil des Observateurs (voir l'épisode de Buffy Une revenante, partie 2) qui ont déjà essayé de capturer Faith et lui proposent de les y aider en lui promettant de le réintégrer. Wesley fait mine d'accepter. Lindsey McDonald, Lilah Morgan et Lee Mercer, après avoir appris que Faith a échoué dans sa mission et est hébergée par le vampire, engagent de leur côté un démon pour la tuer. Mais Faith le tue avec l'aide d'Angel qui la réconforte, car la première est bouleversée par la vue du sang sur ses mains. 
Buffy, inquiète pour Angel, arrive à ce moment-là et est choquée par la scène. Elle est décidée à livrer Faith à la police, mais Angel s'y oppose ; une dispute éclate entre eux deux et Angel frappe Buffy. Wesley arrive à son tour et les prévient que les membres du Conseil vont les attaquer. Angel, Buffy et Wesley mettent chacun un de ces hommes hors de combat. McDonald va trouver Kate Lockley et lui révèle qu'Angel protège Faith. Kate arrête le vampire, car il refuse de lui dire où est Faith mais, quand ils arrivent au poste de police, Faith s'y trouve déjà pour avouer ses crimes. Buffy rentre à Sunnydale après s'être une nouvelle fois disputée avec Angel alors que Faith passe sa première nuit en prison.

## Production
Tim Minear explique que l'écriture du scénario a été difficile car il présente Faith sous un nouveau jour. Mal à l'aise pour écrire les scènes impliquant Buffy, Minear a demandé à Joss Whedon de s'en charger et Whedon est ainsi cocrédité pour le scénario.